# 부안 점방산 봉수
부안 점방산 봉수(扶安 占方山 烽燧)는 대한민국 전북특별자치도 부안군 변산면 대항리, 점방산에 있는 조선시대의 봉수이다. 2020년 3월 20일 전라북도의 기념물 제140호로 지정되었다.

## 개요
변산면 대항리 산51번지에 위치하고 있는 조선시대 봉수대로서 서해로 돌출한 해발 77m 산봉우리 정상에 위치한다. 세종실록지리지와 신증동국여지승람에 남쪽의 월고리봉수, 북쪽의 계화도 봉수와 호응한다고 기록되어 있어 조선시대 전기부터 중요한 군사시설로 이용되었다.
2019년 시굴조사 결과 동서 30m, 남북 33m의 평면 원형의 외곽 석축단 위에 다시 직경 17m 내외의 내부 석축단을 구축하였고, 그 내부에 한변의 길이가 9.5m인 방형 연대를 갖춘 구조임이 확인되었다. 연대 내부에서 연소실과 연조가 확인되었으며 내측 석축단에서 고사로 추정되는 장방형의 공간 1개소가 확인되었고, 외곽 석축단의 서편에서 패각층과 함께 분청사기, 백자 등 조선시대 전기의 유물이 출토되었다.

## 지정 사유
점방산 봉수는 조선시대 연안 봉수로서 『세종실록지리지』, 『신증동국여지승람』에 남쪽의 월고리 봉수와 북쪽의 계화도 봉수와 호응하는 것으로 기록되었다. 봉수 상층부는 훼손되었으나 잔존부는 전체적인 구조와 형태가 양호하게 남아 있으며 외곽의 방호벽, 봉수에 딸린 창고시설, 생활 공간이 확인되었다.
조선시대 연안 봉수 운영과 봉수 구조 연구를 위한 유적으로서 역사적·학술적 가치가 높다.

## 참고 문헌
- 부안 점방산 봉수 - 국가유산청 국가유산포털